# Utengule Usongwe
Utengule Usongwe ist ein Verwaltungsbezirk (Ward) des Distrikts Mbeya in der gleichnamigen tansanischen Region Mbeya.

## Geografie
Utengule Usongwe liegt im Südwesten von Tansania und grenzt im Osten an die Regionshauptstadt Mbeya. Der Bezirk hat eine Fläche von 90,67 Quadratkilometern und bei der Volkszählung 2022 lebten hier 55.082 Menschen in 15.562 Haushalten.

## Gliederung
Der Bezirk besteht aus sechs Orten (Kitongoji):
- Utengule Usongwe
- Mbalizi
- Iwala
- Idugumbi
- Ihombe
- Itimba

## Wirtschaft und Infrastruktur
- In Utengule Usongwe befindet sich ein Schlachthof.[6]
- Bildung: Die Usongwe Secondary School ist eine 1998 eröffnete staatliche weiterführende Schule, die Jugendliche bis zur 6. Stufe ausbildet.[7] Die Rohila Secondary School ist eine private Tagesschule mit den Stufen 1–4,[8] die Ilunga Secondary School ist eine staatliche Tagesschule.[9]
- Gesundheit: In Utengule und in Itimba befindet sich je eine Apotheke.[10][11]